# Grutas de Bustamante
Grutas de Bustamante är en grotta i Mexiko.   Den ligger i kommunen Bustamante och delstaten Nuevo León, i den centrala delen av landet, 800 km norr om huvudstaden Mexico City. Grutas de Bustamante ligger 802 meter över havet.
Terrängen runt Grutas de Bustamante är varierad. Runt Grutas de Bustamante är det mycket glesbefolkat, med 3 invånare per kvadratkilometer. Närmaste större samhälle är Bustamante, 4,2 km nordost om Grutas de Bustamante. Omgivningarna runt Grutas de Bustamante är i huvudsak ett öppet busklandskap.